# Sint-Bernarduskerk (Antwerpen)

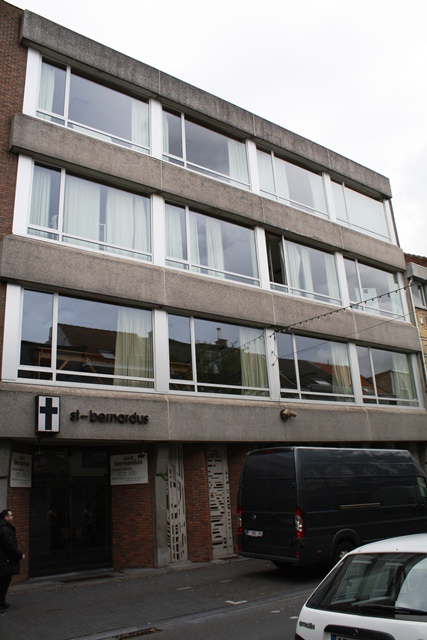
Kerkingang

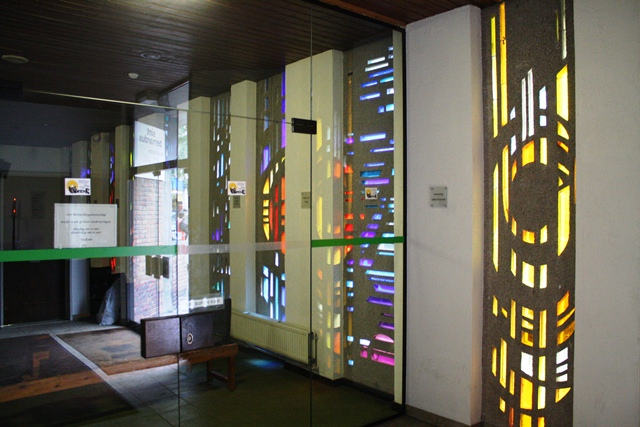
Portaal

De Sint-Bernarduskerk is een parochiekerk in de stad Antwerpen, gelegen aan de Abdijstraat 124 in de wijk Kiel.
Deze inpandige kerk bevindt zich in het gebouw van het Pius X-Instituut (een scholencomplex) en vanaf de straatzijde is er slechts een onopvallende ingang.
Inwendig vindt men onder meer glas-in-beton-vensters.